# Ustonožac
Ustonožac (Stomatopoda) grabežljivi morski rakovi poznati po smrtonosnim i u prirodi najbržim poznatim udarcima kojima usmrćuju plijen ili drugog grabežljivca. Neki rakovi iz ovoga reda koji žive na Velikom koraljnom grebenu u Australiji u svoj prehrani imaju čak i plavoprstenastu hobotnicu (Hapalochlaena), poznatoj po strahovitom otrovu, tako da joj je on jedini prirodni neprijatelj.
Raširen je na području Sredozemlja i istočnom Atlantiku a čest je i u Jadranu. 
Stomatopodi su podijeljeni na nekoliko natporodica koje čine samo jednan podred, Unipeltata.

## Natporodice
- Natporodica Bathysquilloidea Manning, 1967
- Natporodica Erythrosquilloidea Manning & Bruce, 1984
- Natporodica Eurysquilloidea Ahyong & Harling, 2000
- Natporodica Gonodactyloidea Giesbrecht, 1910
- Natporodica Lysiosquilloidea Giesbrecht, 1910
- Natporodica Parasquilloidea Ahyong & Harling, 2000
- Natporodica Squilloidea Latreill, 1802

- fosilna vrsta Pseudosculda laevis
- Oratosquilla oratoria
- Carinosquilla multicarinata (gore), dolje je Eucrate dorsalis
- Odontodactylus Scyllarus
- Lysiosquillina maculata
- Gonodactylus platysoma